# Les Cadets de l'Alcazar
Pour les articles homonymes, voir Alcazar.
Pour plus de détails, voir Fiche technique et Distribution.
Les Cadets de l'Alcazar, ou Le Siège de l'Alcazar (titre original : L'Assedio dell'Alcazar), est un film italien à visée propagandiste d'Augusto Genina, réalisé en 1939, sorti en 1940.

## Synopsis
Le film relate la vie du colonel Moscardó qui, ayant rallié la Phalange, résiste aux assauts des Républicains espagnols dans l'Alcázar de Tolède, avant d'être délivré par les troupes du général Franco.

## Fiche technique
- Réalisateur :  Augusto Genina
- Production :  Films Bassoli (Italie) et Ulargui Films (Espagne)
- Producteurs :  Carlo Bassoli Jr., Renato Bassoli (Italie)
- Scénario : Augusto Genina, Alessandro De Stefani, Pietro Caporilli
- Dialogues : Edoardo Anton
- Images : Francesco Izzarelli, Vincenzo Seratrice et Jan Stallich
- Musique : Antonio Veretti
- Décors : Gastone Medin
- Son : Giacomo Pitzorno
- Montage : Fernando Tropea
- Durée : 99 à 119 minutes (selon la version)
- Date de sortie : Royaume d'Italie, 20 août 1940
- Tournage : Cinecittà

## Distribution
- Fosco Giachetti : capitaine Vela
- Mireille Balin : Carmen Herrera
- María Denis : Conchita Álvarez
- Rafael Calvo : colonel José Moscardó
- Carlos Muñoz : fils du colonel Moscardó
- Aldo Fiorelli : Francisco
- Andrea Checchi : Pedro
- Carlo Tamberlani : capitaine Vincenzo Alba
- Silvio Bagolini : Paolo Montez
- Guido Notari : major Villanova
- Guglielmo Sinaz (en) : député républicain de Madrid
- Giovanni Dal Cortivo : général républicain
- Carlo Duse : major Ratto
- Oreste Fares : prêtre
- Eugenio Duse : officier des communications

## Production et distribution
Mireille Balin est contactée par Augusto Genina, qui l'avait dirigée dans Naples au baiser de feu. Elle ne semble pas avoir été effleurée par l'idée que le film soit destiné à la propagande franquiste et mussolinienne : elle y voit un grand projet, un beau rôle et un beau contrat. Elle semblera le regretter, bien après que sa participation au film aura contribué à sa mise à l'écart du 7e art : « Pour la plus grande gloire de Franco ! » se contentera-t-elle de dire sur le film en 1961.
Le tournage débute à Cinecitta à l'automne 1939 avec des moyens colossaux et s'achève au printemps 1940. Destiné à la propagande, le film est parfaitement manichéen :

« Les républicains y sont présentés comme une plèbe vulgaire, miteuse et criarde de vieillards dépassés, mal absolu à éradiquer face à de jeunes militaires [...] constituant la relève. Militaires courageux, impeccables, glorieux et très organisés, entonnant à merveille les chants franquistes [...], défendant femmes et enfants, veuves et orphelins et capables de sentiments amoureux... »

— Loïc Gautelier, Mireille Bazin, Les passagers du rêve, Paris, 2019
Trois versions originales en sont synchronisées, en italien, en espagnol et en français.
Mais le film ne semble pas avoir été distribué en France, et la version française est perdue. Il connaît en revanche un franc succès en Italie, en Espagne et en Allemagne (où le film ressortit même en salle en 1955 avec une nouvelle synchronisation). Il obtient d'ailleurs la Coupe Mussolini à la Mostra de Venise de 1940.